# 15965 Robertcox
15965 Robertcox là một tiểu hành tinh được đặt theo tên của Robert E. Cox (1917–1989).